# Monika Auer
Monika Auer (Nova Levante, 21 aprile 1957) è un'ex slittinista italiana.
È la madre di Michael, Magdalena e Florian Eisath, tutti sciatori alpini nel giro della nazionale azzurra.

## Biografia
Iniziò a gareggiare per la nazionale italiana in Coppa del Mondo, competizione in cui conquistò il primo podio il 18 febbraio 1979 nel singolo ad Igls (2ª) e l'unica vittoria il 21 dicembre 1980 sempre nel singolo a Winterberg. In classifica generale si classificò al secondo posto nel 1980/81 nella specialità del singolo.
Partecipò a due edizioni dei Giochi olimpici, a Lake Placid 1980, classificandosi sedicesima, ed a Sarajevo 1984 dove chiuse in tredicesima posizione, entrambe le volte nella specialità del singolo.
Il suo successo più importante avvenne sulla pista di Valdaora nel 1984, con la vittoria del campionato europeo.
Dopo il ritiro dall'attività agonistica, ha intrapreso l'attività di albergatrice gestendo l'hotel di famiglia a Nova Levante, nei pressi del Lago di Carezza.

## Palmarès

### Europei
- 1 medaglia:
  - 1 oro (singolo a Valdaora 1984).

### Coppa del Mondo
- Miglior piazzamento in classifica generale nel singolo: 2ª nel 1980/81.
- 5 podi (tutti nel singolo):
  - 1 vittoria;
  - 3 secondi posti;
  - 1 terzo posto.

#### Coppa del Mondo - vittorie
| Data             | Luogo      | Paese          | Disciplina |
| ---------------- | ---------- | -------------- | ---------- |
| 21 dicembre 1980 | Winterberg | Germania Ovest | Singolo    |